# シトロエン・C4
C4は、フランスの自動車メーカーシトロエンが製造する中型乗用車で、欧州規格のボディサイズはCセグメントである。

## 概要
2004年9月のパリモーターショーで公開、同年11月発売。クサラの後継車として開発され、PSAグループのプジョー・307とはプラットフォームやエンジンなどの基本コンポーネントを共有している。
フロントグリルはダブルシェブロン（やまば歯車）をデザインモチーフとしている。先代のクサラや先々代のZXに比較するとシトロエン「らしさ」が見られるが、全体の構成としては一般的な機構を用いており、かつてのシトロエン車のような独善的なまでの特異さは薄れている。環境性能の高いクリーンディーゼル（HDi）エンジンもラインナップされ、車線逸脱防止装置などの先進装備も用意されている。

## 初代
シトロエンは独創的なデザインや装備で知られるが、このC4では「センターフィックスステアリング」を採用している。センターパッドとリム（外周）部分が一体構造となっている一般的なステアリングではなく別体構造でセンターパッドは回転しない。これにより、センターパッドに配置されているクルーズコントロールやオーディオスイッチが操作しやすく、衝突時にはエアバッグの理想的な展開を可能とするが、センターパッドが回転しないためハンドル操作には視覚的な慣れを必要とする。スピードメーターはデジタル表示で透過式のセンターメーターを採用。タコメーターもデジタル表示だがセンターメーターではなく、ステアリングコラム上に設置されている。
上級グレードに装備される「ディレクショナルヘッドライト」は、ヘッドライトの光軸をステアリングと連動させて旋回方向の視界を確保するというもので、かつての上級車種DSやSMを想起させる装備となっている。室内の芳香として「フレグランスエアフレッシュナー」を標準で装備する。専用のフレグランスをセンターベンチレーターの横に挿入するとほのかに香る。専用芳香剤には「バンブー」「スイートラベンダー」「ロータス」など九種類がある。
サスペンションはC5以上とは対照的に、シトロエンの代名詞とも言えるハイドロニューマチックや発展型システムではなく、フロントにマクファーソンストラット、リアはトーションビームの一種であるカップルドビームを採用する。

### 初期型
日本市場には2005年6月、当時のシトロエン・ジャポンから発売された。グレードは5ドアハッチバックのサルーン（Cd値:0.29）が「1.6」「2.0エクスクルーシブ」の2種、クーペ（Cd値:0.28）が「1.6VTR」「2.0VTS」の2種類。エクスクルーシブには17インチアルミホイール、エクセーヌ内装、電動格納式ミラー、ディレクショナルキセノンヘッドライトや前後パークアシスタンス、ASR（アンチスケーティングレギュレーション）、ESP等が装備されていた。同年11月に「2.0」、2008年5月には「1.6EX」が追加され、いずれもディレクショナルヘッドライトや前後パーキングアシスタンス、ASR、ESPが標準装備された。
特別仕様車としては、2006年2月に「プレステージ・リミテッド・エディション」(2006年RJCカー・オブ・ザ・イヤーIMPORT賞の受賞記念車/HDDナビ、パノラミックガラスルーフ、レザーパッケージを追加装備) 、2007年3月に「セ・シック（C-Chic）」(2.0エクスクルーシブにレザーパッケージとパノラミック・サンルーフを装備。30台限定) 、同年11月に「C4 by LOEB」（セバスチャン・ローブの2007年WRCドライバーズタイトル獲得記念限定車。32台限定）、2008年1月に「1.6EXリミテッドG」（サルーン「1.6」をベースにディレクショナルキセノンヘッドライト、前後パークアシスタンス、ASR、ESP、16インチアルミホイール、パノラミックガラスルーフを追加。60台限定）が販売された。この内「1.6EXリミテッドG」は同年6月に正規モデル「1.6EX」へ昇格した。
トランスミッションはサルーンが4速ATのみ、クーペは「1.6VTR」は4速AT、「2.0VTS」は5速MT。なお「2.0VTS」のエンジンはサルーン2.0のRFJ型をパワーアップしたRFK型を搭載している。2008年に2.0VTSは販売終了、1.6の一車種に絞られた。

### 後期型

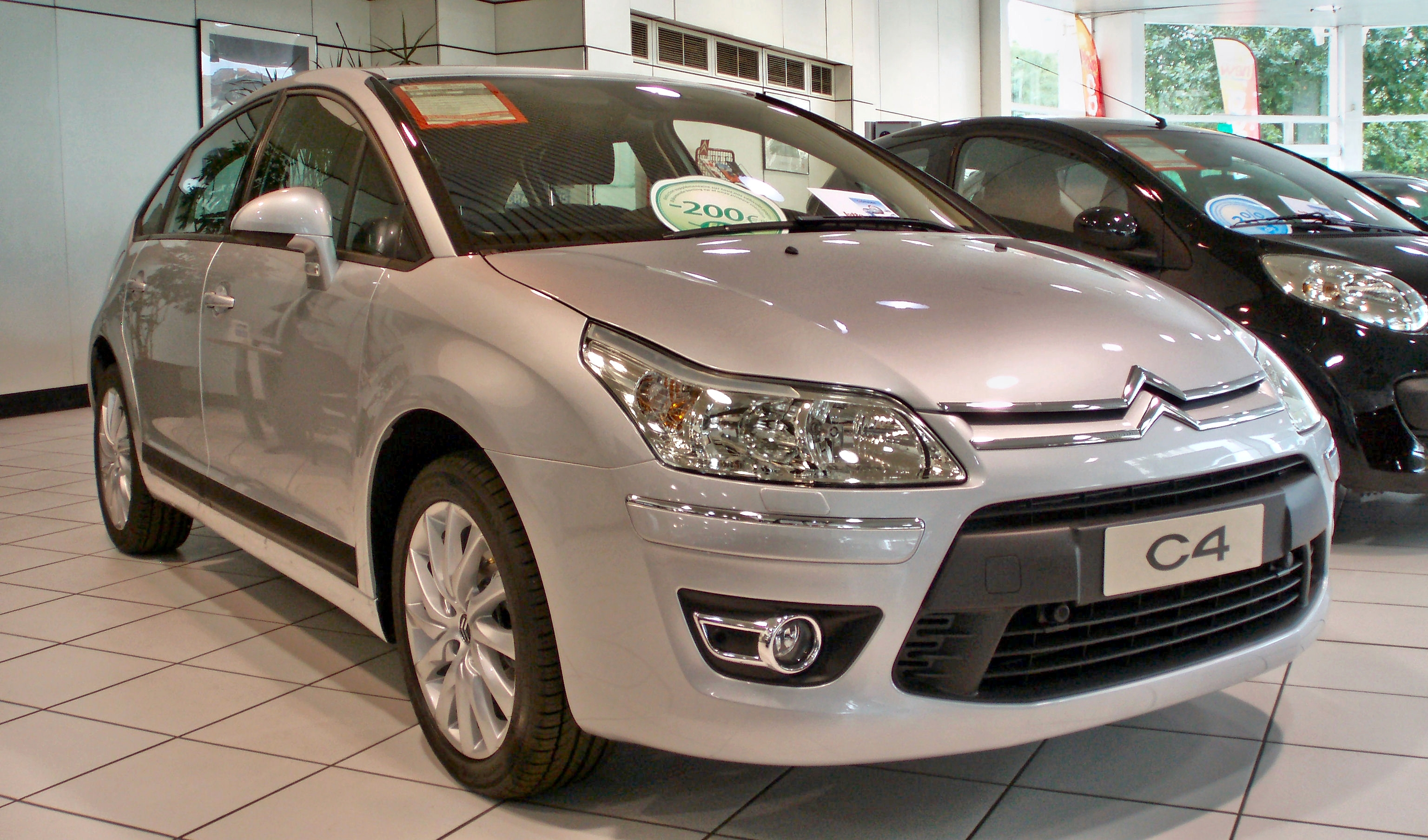
C4 サルーン 後期型

2008年7月に発表され、同年8月のモスクワ・モーターショーで公開された。主な変更点はフロント周辺のデザイン刷新 （全長が15mm延長）、メーターレイアウト変更（ステアリングホイール前の小メーター廃止）、ガソリンエンジンを、プジョー・308と同じく、BMWとの共同開発による新ユニットに換装、ディーゼルエンジンの出力向上等である。ガソリン1.6L車がVTi120、2.0LはTHP150、ディーゼルは名称の頭に"HDi"が付く。日本では2009年2月26日に発売。サルーンが従来の「1.6EX」とほぼ同等の装備を持つ「1.6」（120PS）、「1.6Tエクスクルーシブ」（ターボ付140PS）、クーペは「1.6VTR」（120PS）が受注生産扱いとなった。
電動格納式ミラーがエクスクルーシブ以外でも標準装備となり、従来は全車種にオプションだったパノラミックガラスルーフも「1.6」（10万円高のオプション設定）以外には標準装備となった。また、2008年春以降設定されていなかった「レザーパッケージ」（シートヒーター付きレザーシートと革張のフロントセンターアームレスト、サルーンにはメモリー付パワーシートも含まれる / セダン23万円・クーペ19万円のオプション）の設定が復活した。ボディカラーも入れ替えられ、日本仕様車ではサルーンが7色に対し、クーペは4色となった。

## 2代目
2010年6月に発表。基本コンポーネントを従来型から受け継ぎつつ全幅は15mm拡大したが、最小回転半径は5.7m→5.3mへと改善された。3ドアの「クーペ」はスペシャリティの新シリーズ「DS」の「DS4」に移行したため、ボディタイプは5ドアハッチバックのみとなった。
先代5ドアハッチバックの特徴だったAピラーからCピラーまでを滑らかに続いていた丸型のルーフラインは、水平に近いまま後方へと延びるルーフラインに変更され、ユニークだった「センターフィックスステアリング」「透過式センターメーター」などはごく一般的な造形に変更されたが質感の向上は図られている。
エンジンはガソリン3種、ディーゼル3種の計6種類。ディーゼルの最上級モデルはアイドリングストップシステムを装備する。
日本市場には2011年7月1日から、1.6L直列4気筒に4速ATの「C4 セダクション」と1.6L直列4気筒ツインスクロールターボに6速EGS (エレクトリックギアボックスシステム / 2ペダルMT) の「C4 エクスクルーシブ」の2モデルが導入されたが、2013年5月28日にはセダクションがラインナップから落ち、ガラスルーフを廃止してタイヤを17インチとした上で、価格を33万円引き下げたエクスクルーシブのみとなった。
2015年8月にマイナーチェンジを受け、「C4 セダクション」と「C4 セダクション アップグレードパッケージ」の2モデルとなった。エンジンは1.2L直列4気筒ツインスクロールターボ「Pure Tech」に換装され、ヘッドライトにはLEDが組み込まれた。
2016年7月12日から、1.6L直列4気筒クリーンディーゼルの「C4 フィール BlueHDi」が追加され、1.2L直列3気筒低圧ターボの「C4 フィール」と「C4 セダクション アップグレードパッケージ」のラインナップとなった。同年10月14日には1.2 L直列3気筒エンジンを搭載するクロスオーバーモデル「C4カクタス」を200台限定で販売した。

## 3代目
2020年6月16日、欧州にて発表。SUVのテイストを取り込む新しいデザインコンセプトを採用した、5ドアクーペSUVとなった。プラットフォームは「DS 3クロスバック」「プジョー・208」にも採用されているCMP（Common Modular Platform）と呼ばれるプラットフォームをロングホイールベース化して使用した。
エクステリアデザインは、2016年のパリモーターショーで公開された「CXPERIENCE（Cエクスペリエンス）」というコンセプトモデルにインスパイアされている。シトロエンのロゴである「ダブル・シュヴロン」から両サイドに伸びるラインをV字型のLEDデイライトとつなぐ「Vルミナス・シグネイチャー」という新しいデザインが採用された。このデザインはリアにも採用されていて、シャープな力強さを表現している。
インテリアでは水平方向に薄く広く伸びたダッシュボードが、乗員に室内を広く感じさせる。ダッシュボードのセンターには10インチのタッチスクリーンを配置し、その下にエアアウトレットを、さらに下に3連ダイヤルとボタン式の空調コントローラーを配置することで、タッチパネルと物理スイッチの機能を分けている。コックピットにはフレームレスHD仕様の5.5インチのフルデジタルのメーターパネルとポップアップ式のカラーヘッドアップディスプレイを採用した。

### Ë-C4 ELECTRIC
Ë-C4はC4のBEVモデルである。50kWで高圧400Vの駆動用リチウムイオンバッテリーとフロントに搭載する最高出力136ps、最大トルク260N･mを発揮する駆動用モーターを組み合わせ、WLTCモードで一充電あたりの航続可能距離405kmを実現している。

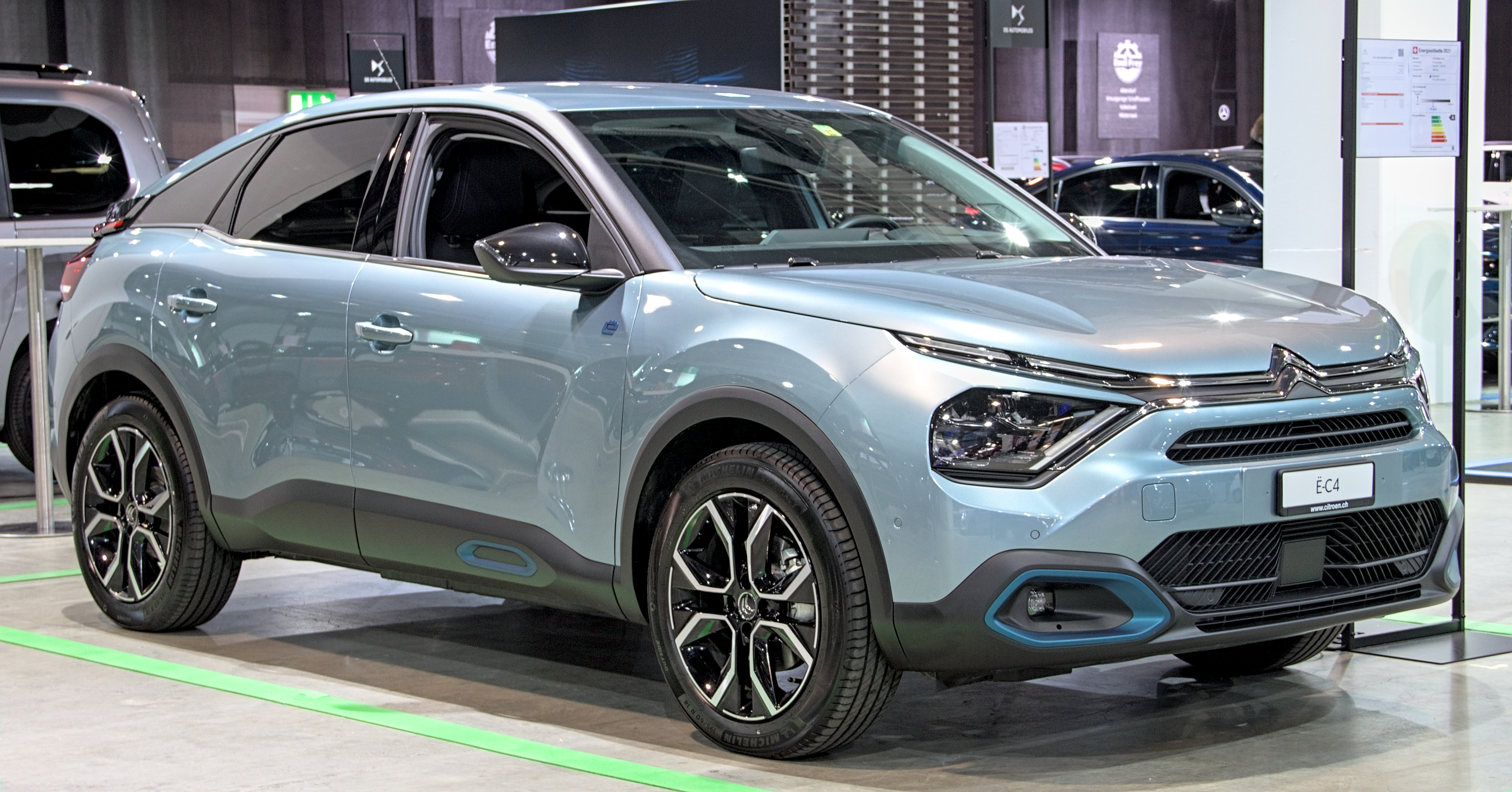
Ë-C4

### 日本での販売
2022年1月7日、同年1月22日にガソリン、ディーゼル、BEVと3つのパワートレインをすべて販売開始すると発表。BEVモデルは「Ë-C4 ELECTRIC」の名称で販売され、日本のシトロエンとしては初のBEVとなる。グレード構成は、1.2L直列3気筒ガソリンターボを搭載する「FEEL」「SHINE」、1.5L直列4気筒ディーゼルターボを搭載する「SHINE BlueHDi」、BEVモデルである「Ë-C4 ELECTRIC」は「FEEL」のみの販売となる。

### C4 X
2022年6月29日、欧州にて「C4 X」「ë-C4 X」を欧州にて発表。C4とC5 Xの中間に位置するモデルで、ファストバックとSUVを融合したデザインとなっている。電動車の販売が進んでいる多くの欧州諸国では、EV版の「ë-C4 X」が主力モデルとなる。

## 派生車種

### C4 ピカソ
C4ピカソ及びグランドC4ピカソは5人または7人乗りのミニバンで、2018年には「C4スペースツアラー」「グランドC4スペースツアラー」に改名した。

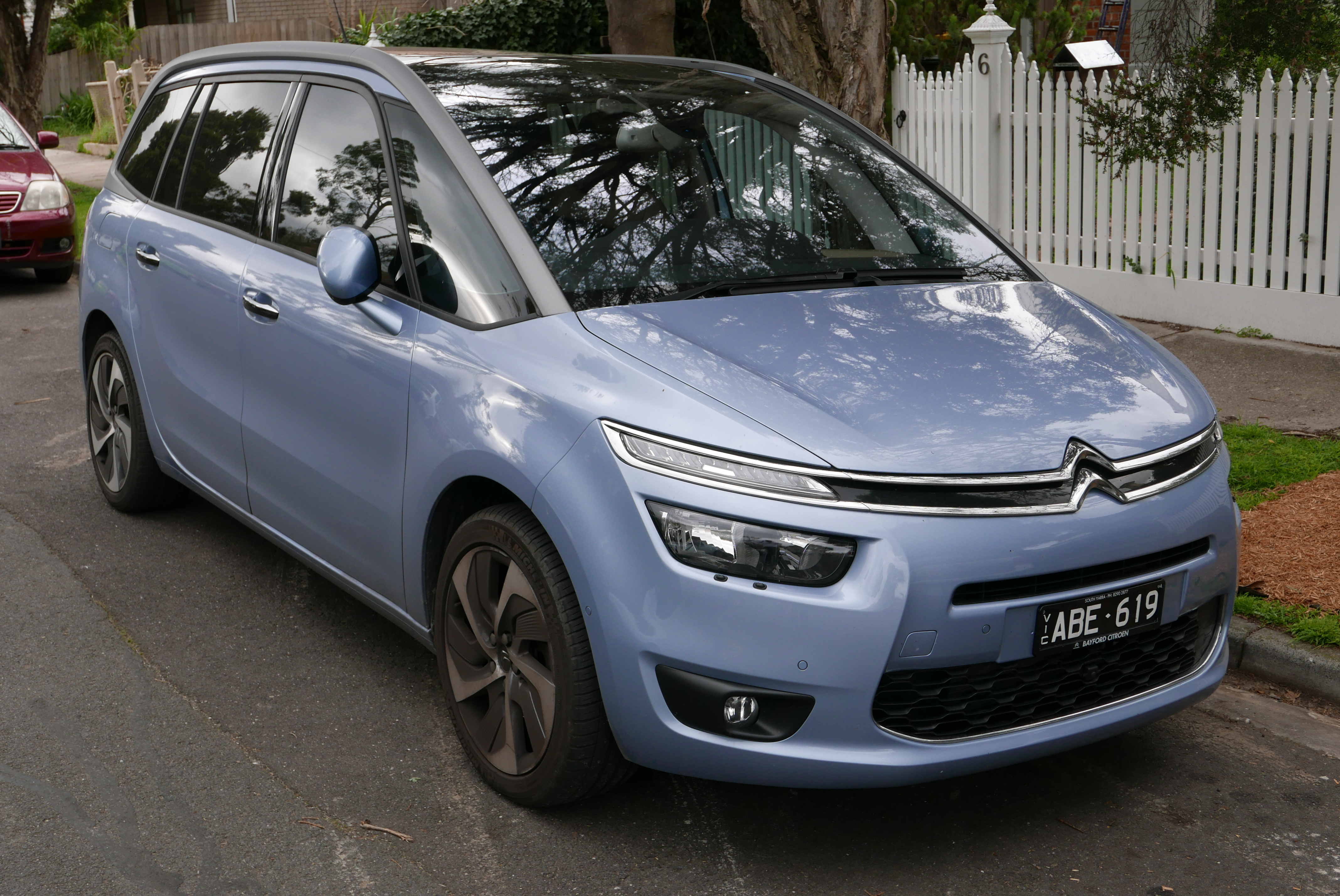
グランドC4ピカソ（2代目）

### C4 エアクロス
2010年4月27日にグループPSAと三菱自動車の間でOEM供給することが発表され、三菱・RVR（ASX）のOEM車として2012年から2017年まで販売された。三菱・RVR（3代目）のほか、プジョー・4008（初代）も兄弟車の関係に当たる。
2代目に当たるC4 エアクロスは中国市場にて「C3 エアクロス」のアップデート版として販売された。2018年より販売されたが苦戦し、2020年に販売終了となった。

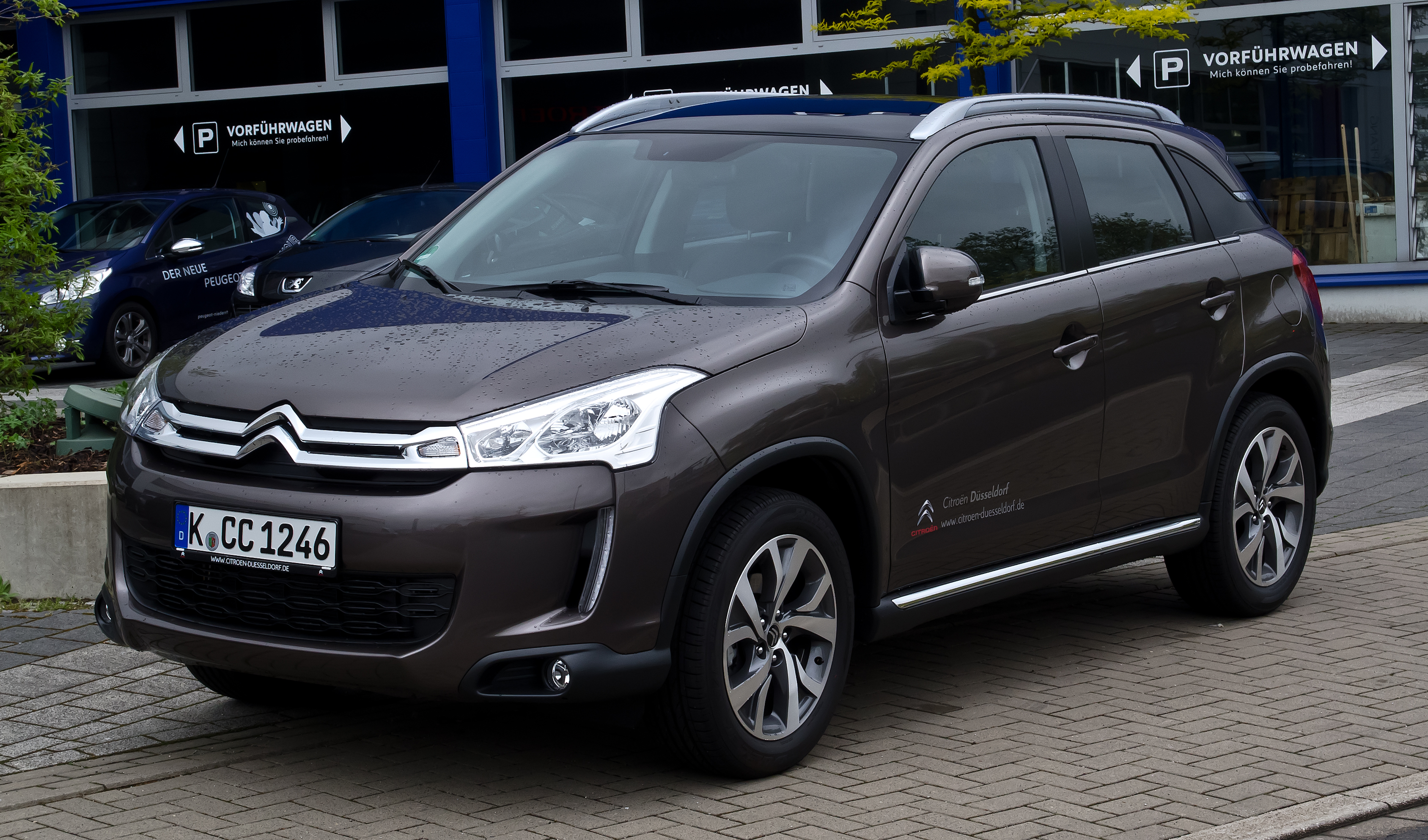
C4 エアクロス（初代）
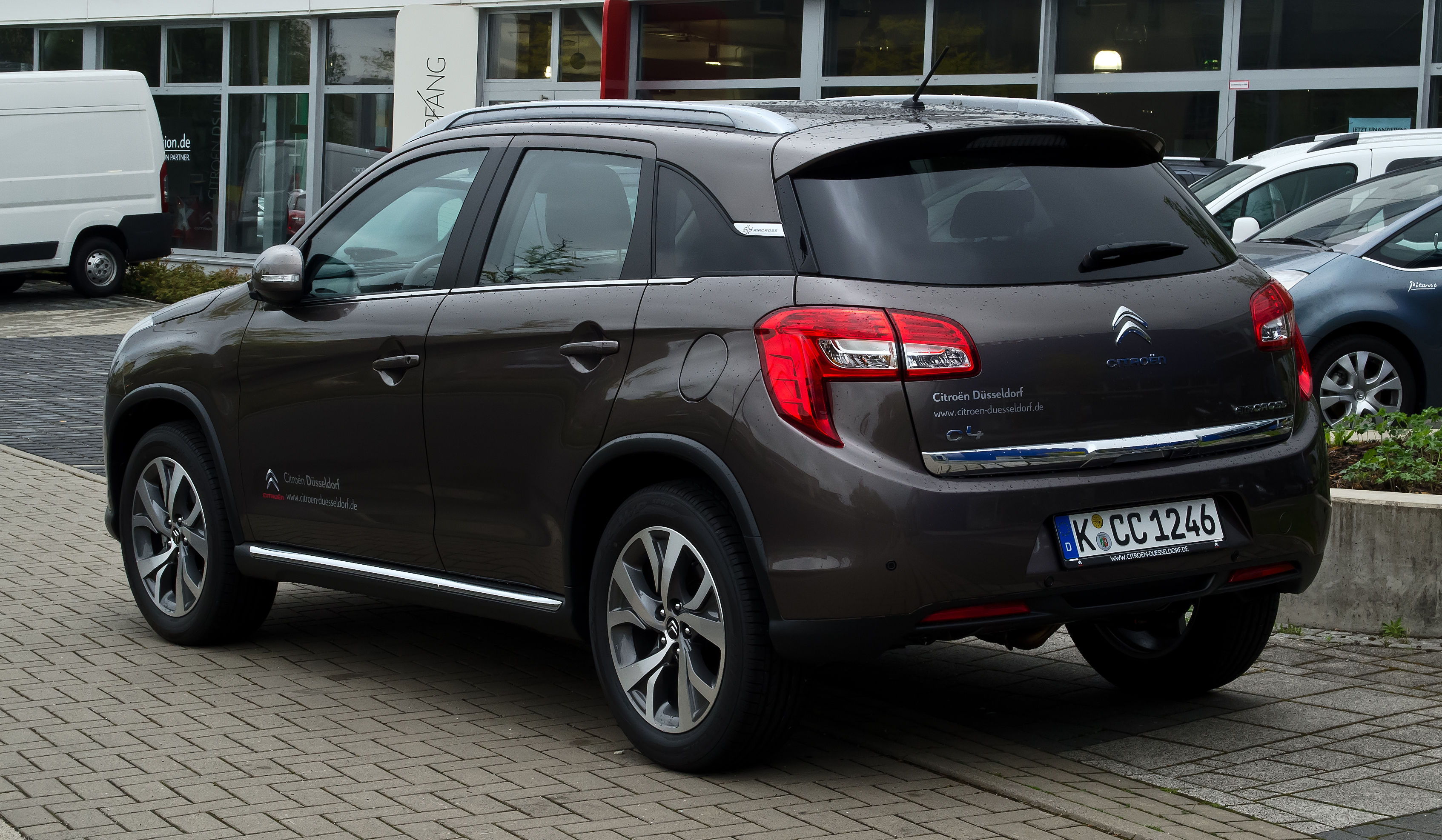
C4 エアクロス（初代）
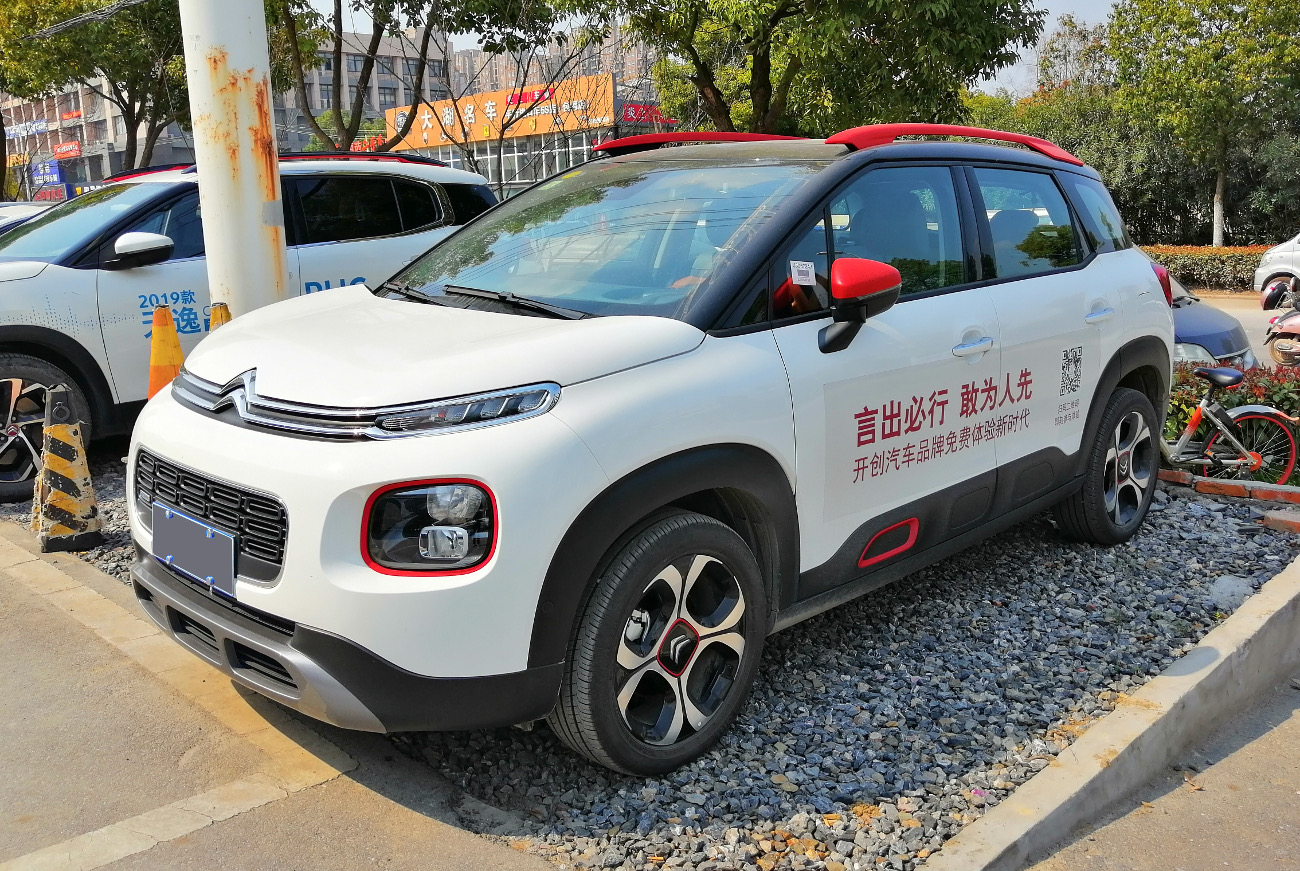
C4 エアクロス（2代目）

### C4 カクタス
コンセプトモデル「カクタス・コンセプト」をもとにしたクロスオーバーSUV。日本では、2016年10月4日に200台限定で販売された。

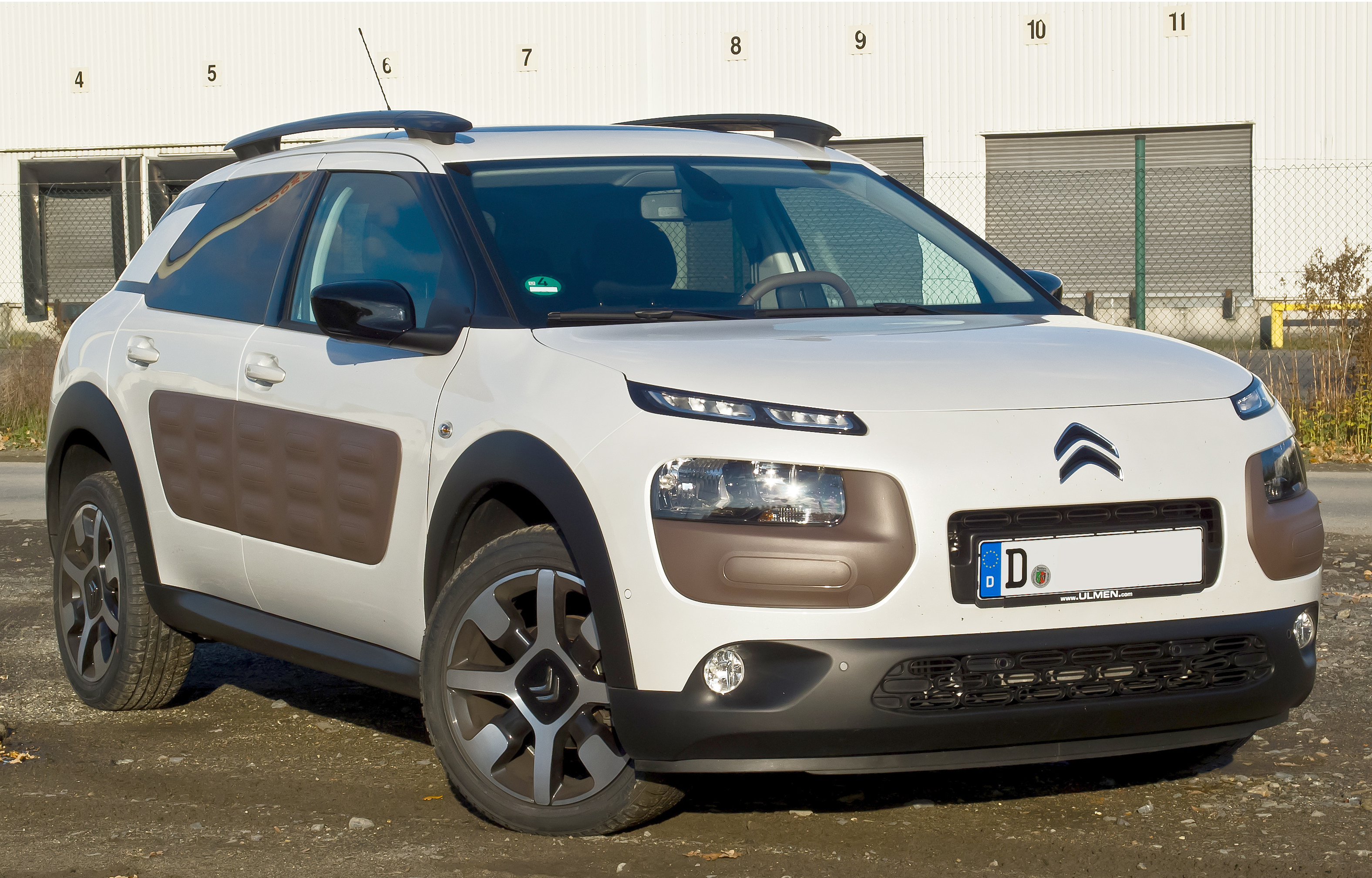
C4 カクタス

## C4 WRC

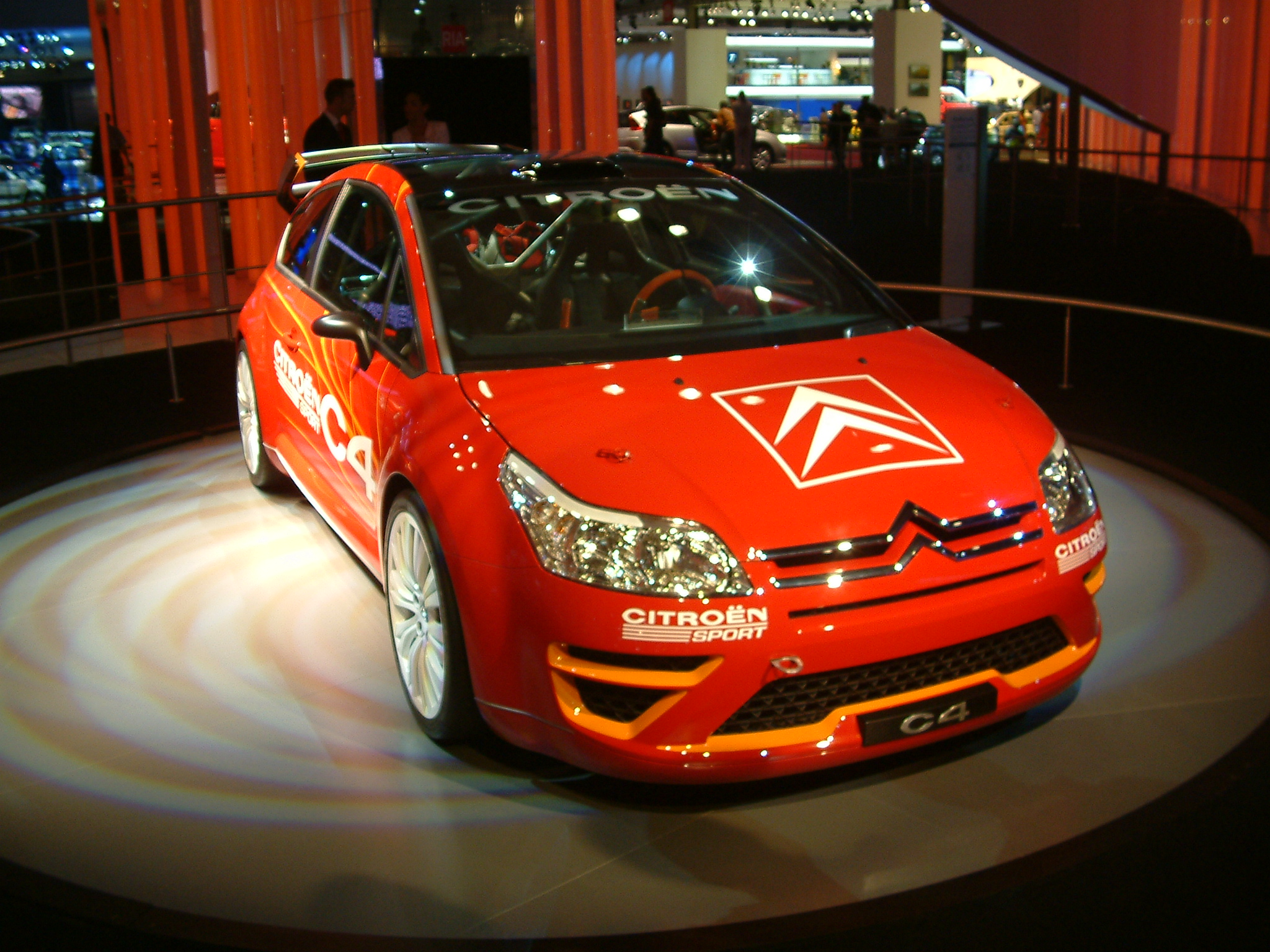
C4 WRC

WRC（世界ラリー選手権）にクサラWRCで参戦し、デビュー以来タイトル連覇という大成功を収めていたシトロエン・トタル・ワールドラリーチームは、2007年からC4のクーペVTSをベースとする「C4 WRC」を投入。
クサラWRCの基本思想を受け継いだマシンは天才セバスチャン・ローブとともに黄金時代を守り抜き、2010年までの参戦した全ての年でドライバーズ世界王者となった。